# Явление лица и вазы с фруктами на берегу моря
 Явление лица и вазы с фруктами на берегу моря — картина испанского художника Сальвадора Дали, написанная в 1938 году. Находится в музее Уодсворт Атенеум.

## Описание
Данная работа художника демонстрирует метаморфозы, скрытые смыслы и контуры предметов. В центре картины расположена ваза с фруктами. Ножка этой вазы играет роль переносицы в лице, проявляющемся в этой метаморфозе. В верхней части картины видно не то море, не то волосы, а также горы, небольшой город и небо. В то время как передний план занимает большую часть внимания зрителя, на заднем плане можно увидеть некоторые действия нескольких людей, а также ещё одну вазу с фруктами. Также в метаморфозах картины скрываются изображения двух собак.